# سید علیرضا بهشتی

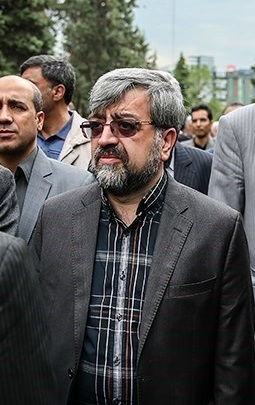
علیرضا بهشتی

سید علیرضا حسینی بهشتی (زادهٔ ۱۷ آذر ۱۳۴۱ در قم) عضو هیئت علمی دانشکدهٔ علوم انسانی دانشگاه تربیت مدرس، و عضو و دبیرکل جمعیت توحید و تعاون است. او مشاور ارشد میرحسین موسوی در انتخابات دهم ریاست جمهوری بوده‌است. وی فرزند محمد حسینی بهشتی (در ایران معروف به شهید بهشتی) است.

## زندگی‌نامه
علیرضا بهشتی فرزند محمد حسینی بهشتی (از روحانیون و بنیانگذاران حزب جمهوری اسلامی که در انفجار دفتر این حزب در سال ۱۳۶۰ به همراه بسیاری دیگر از اعضای حزب، کشته شد) در سال ۱۳۴۱ در شهر قم زاده شد.
علیرضا بهشتی مشاور ارشد میرحسین موسوی در انتخابات دهم ریاست جمهوری بود.
وی در ۱۸ شهریور ۱۳۸۸ به دنبال بسته شدن دفتر کمیته پیگیری وضعیت زندانیان و آسیب‌دیدگان حوادث پس از انتخابات ریاست جمهوری ۱۳۸۸ ایران بازداشت شد. وی در روز ۲۲ شهریور همان سال به قید وثیقه آزاد شد، پس از آزادی از زندان سید حسن خمینی اولین فردی بود که به دیدار وی رفت.
زندگینامه از زبان خود:
در روز شنبه ۱۷ آذر ۱۳۴۱ هجری شمسی مصادف با ۱۳ رجب سال ۱۳۸۲هجری قمری و ۹ دسامبر ۱۹۶۲ در شهر قم به دنیا آمده‌ام. شناسنامه ام اما برای تاریخ ۲۵ شهریور ۱۳۴۱ گرفته شد تا برای آغاز تحصیلاتم به مشکلی برنخورد. نامم را علیرضا گذاشتند و کنیه ام ابوالفضل. پدربزرگ پدری ام آیت الله سید فضل‌الله حسینی بهشتی چند ماه قبل از به دنیا آمدن من درگذشت. مادربزرگ پدری ام معصومه بیگم خاتون آبادی فرزند آیت الله میرمحمدصادق خاتون آبادی بود. پدربزرگ مادری ام آیت الله سید محمدباقر مدرس مطلق و مادربزرگ مادری ام صدیقه خاتون آبادی فرزند آیت الله سید ابوالفضل خاتون آبادی، بود که برادر میرمحمدصادق نامبرده بود. من چهارمین فرزند خانواده به‌شمار می‌رفتم، اما چون برادرم امیرحسین که دومین فرزند خانواده بود در شش ماهگی از دنیا رفته بود، سومین فرزند محسوب می‌شوم. از قم هیچ چیز به یاد ندارم چون سال ۱۳۴۲ پدرم به تهران تبعید شد. تابستان سال ۱۳۴۴ همراه با مادرم، خواهرم ملوک السادات و برادرم محمدرضا به آلمان رفتیم و به پدرم که شش ماه زودتر به آنجا رفته بود ملحق شدیم. تا سال ۱۳۴۹ در هامبورگ بودیم. من سال اول دبستان را در مدرسه آلمانی تمام کرده بودم که به ایران بازگشتیم؛ یعنی خرداد ۱۳۴۹. پس از مدتی زندگی به صورت موقت، وقتی معلوم شد پدرم ممنوع الخروج است و امکان بازگشت به آلمان نیست، به خانه ای در انتهای کوچه حسینی، خیابان امیرحکمت، سه راه نشاط در خیابان دولت ساکن شدیم. همسایه‌های ما آقای هاشمی رفسنجانی، آقای مفتح، آقای طاهری و خانم انیسی بودند. آقای نیرزاده از من که با کمک برادرم فارسی یادگرفته بودم امتحان گرفت و توصیه کرد اول دبستان را دوباره بخوانم. از اول دبستان تا آخر کلاس اول نظری به مدرسه نیکان می‌رفتم.
سال ۱۳۵۸ تصمیم گرفتم به مدرسه ای که ارتباطش با اقشار متوسط جامعه بیش تر باشد بروم. برای همین به دبیرستان مدرس (آمریکایی کامیونیتی سابق) رفتم و تا اخذ دیپلم تجربی در همان‌جا بودم. اول در تابستان‌ها و بعداً در کنار تحصیل، به کارهای پاره وقت پرداختم. اولین تجربه کاری من فروش روزنامه (کیهان و اطلاعات) سر چهار راه بود که یک هفته بیش تر طول نکشید. تابستان ۱۳۵۸ به صورت داوطلب برای اردوی جهاد سازندگی به کهگیلویه و بویر احمد رفتم. در همان سال یک دوره آموزش نظامی یک هفته ای و فشرده در پادگان هنگ نوجوانان که هنوز به پادگان امام حسین (ع) تغییر نام نداده بود گذراندم. تابستان ۵۹ در آرشیو روزنامه جمهوری اسلامی کار کردم. پس از آن، در طی سال تحصیلی، خبرنگار صفحه ایدئولوژی همان روزنامه شدم. سال ۱۳۶۰ پدرم به شهادت رسید. پدرم بهترین دوست و مشاورم هم بود. پس از او و به توصیه او از مهندس میرحسین موسوی مشورت می‌گرفتم. پس از این که دیپلم تجربی گرفتم، با توجه به تعطیلی دانشگاه‌ها به مناسبت انقلاب فرهنگی، می‌خواستم به خدمت سربازی بروم. در حالی که مشغول کار گرفتن دفترچه آماده به خدمت بودم، در مجلس شورای ملی قانونی تصویب شد که مطابق آن فرزند ذکور خانواده شهدا که با خانواده شهید زندگی می‌کرد از خدمت نظام وظیفه معاف می‌شد. یک سال در دفتر مشاوره نخست‌وزیری کار کردم. بعد از آن به وزارت امور خارجه رفتم و در اداره هشتم سیاسی مشغول به کار شدم. می‌خواستم علوم سیاسی بخوانم، ولی رشته‌های علوم انسانی دانشگاه‌ها هنوز بازگشایی نشده بود. سال ۱۳۶۲ در آزمون اختصاصی دانشکده روابط بین‌الملل وزارت خارجه شرکت کردم و نفر اول شدم. در سال ۱۳۶۲ با دخترخاله ام ازدواج کردم. تا سال ۱۳۶۷ که پایان‌نامه کارشناسی ام را دفاع کردم، در کنار تحصیل، در اداره دهم سیاسی و مدت کوتاهی هم در دفتر مطالعات وزارت خارجه مشغول به کار بودم. یکی دو سال هم به صورت حق‌التدریس در دو مدرسه تدریس کردم. سال ۱۳۶۷ از دانشگاه یورک در انگلستان برای کارشناسی ارشد پذیرش گرفتم. همسرم که در دانشگاه کارشناسی علوم قرآنی می‌خواند مجبور شد درسش را رها کند. به توصیه یکی از دوستان، از آنجا که می‌خواستم برای دکتری آمادگی بیش تری کسب کنم، اول یک دوره یک ساله Postgraduate Diploma در اندیشه سیاسی گذراندم. کارشناسی ارشدم را هم در همان دانشگاه یورک گرفتم. برای دکتری بین دو حوزه مطالعاتی اندیشه سیاسی قرون وسطا و سیاست چندفرهنگی مردد بودم. برای چندماهی هم لاتین خواندم، اما سرانجام به دانشگاه هال رفتم و فلسفه سیاسی چندفرهنگی خواندم. همسرم هم در دانشگاه یورک و بعد از آن در هال، روان‌شناسی می‌خواند که در سال ۱۳۷۱ اولین فرزندم به دنیا آمد. در سال ۱۳۷۳ پسر دومم هم به او ملحق شد. سال ۱۳۷۶ از رساله ام دفاع کردم و اواخر خردادماه به ایران برگشتم. بعد از بازگشت، برای همکاری به گروه علوم سیاسی دانشگاه تربیت مدرس دعوت شدم. همزمان، برای سامان بخشیدن به آثار پدرم، بنیاد نشر آثار و اندیشه ای شهید آیت الله دکتر بهشتی را تأسیس کردم که اداره آن بر عهده خودم بوده و هست. همسرم درس نیمه تمام علوم قرآنی اش را تمام کرد و بعد از آن برای به تحصیل در کارشناسی ارشد مطالعات زنان پرداخت. سال تحصیلی ۸۰–۸۱ برای فرصت مطالعاتی، به هزینه خودم، همراه با خانواده به لبنان رفتیم. در گروه فلسفه دانشگاه آمریکایی بیروت به مطالعاتم در حوزه چندفرهنگی ادامه دادم و در دانشگاه اسلامیه که زیر نظر مجلس اعلای شیعیان اداره می‌شود و از یادگارهای امام موسی صدر است تدریس می‌کردم. سال ۱۳۸۳ دخترم به دنیا آمد. به جز وقفه ای پنج ساله که پس از بازداشتم در سال ۱۳۸۸ تعلیق شده بودم، همچنان در دانشگاه مشغول تدریس هستم.

## بازداشت
علیرضا بهشتی، فردای تظاهرات عاشورا، در روز ۷ دی ۱۳۸۸ در محل تدریس خود در دانشگاه بازداشت شد. در همین زمان داماد برادر وی، علیرضا خلیجی اسکویی هم بازداشت شد. چندی بعد جمعی از فرزندان شهدای انفجار در دفتر حزب جمهوری اسلامی طی یک بیانیه حمایت خود را از علیرضا بهشتی اعلام کرده و به تداوم بازداشت وی اعتراض کردند. در این دوره از بازداشت که بهشتی در شرایط نامساعدی بدون دسترسی به وکیل و ملاقات با خانواده به‌سر می‌برد، وی در سومین هفته در زندان دچار عارضه قلبی شد. وی در شامگاه ۲۰ بهمن ۱۳۸۸ از زندان آزاد شد. در اولین روزهای پس از آزادی، مهدی کروبی، میرحسین موسوی، زهرا رهنورد، خانوادهٔ هاشمی رفسنجانی و عبدالله نوری به دیدار بهشتی رفتند.

### سوابق تحصیلی
- کارشناسی روابط سیاسی از دانشکده روابط بین‌الملل
- کارشناسی ارشد فلسفه سیاسی از دانشگاه یورک (انگلستان)
- دکتری فلسفه سیاسی از دانشگاه هال (انگلستان)

## آثار
آثار و مکتوبات او به شرح زیر می‌باشند:
همچنین برای دسترسی به آخرین یادداشت‌ها و آثار می‌توانید به وبسایت رسمی ایشان به آدرس زیر مراجعه نمایید:
http://alirezabeheshti.com/

### کتاب‌ها
- ابعاد نظری مسئله تساهل / مؤسسه توسعه دانش و پژوهش
- پساتجددگرایی و جامعه امروز ایران / مؤسسه توسعه دانش و پژوهش
- مبانی معرفت شناختی نظریه عدالت اجتماعی / مؤسسه توسعه دانش پژوهش
- مبانی نظری سیاست در جوامع چند فرهنگی / بقعه
- لیبرالیزم اثر جان گری (ترجمه) / بقعه
- جستارهایی در شناخت اندیشه سیاسی معاصر غرب / مؤسسه تحقیقات و توسعه علوم انسانی
- عقلانیت و آزادی آمارتیاسن/نشر نی
- مدارا در ادیان ایران زمین/ نشر روزنه
- برگ‌هایی از کارنامه دولت جنگ/ نشر روزنه
- زیست و اندیشه شهید آیت‌الله دکتر محمد حسینی‌بهشتی/نشر روزنه
- هفت مقاله در شناخت اندیشه سیاسی شهید بهشتی/ نشر روزنه
- رهیافت و روش در علوم سیاسی/انتشارات سمت
- بحران معرفت شناختی (روایت دراماتیک و فلسفه علم)/انتشارات ناهید
- همزیستی اتحاد و افتراق (هفت مقاله در سیاست چند فرهنگی)/انتشارات ناهید

### مقالات
- فلسفه سیاسی و سیاست اثر جان هورتون (ترجمه) / نامه مفید
- پسا تجددگرایی، بنیان گرایی و زمینه‌گرایی اثر سایمون تامیسون (ترجمه) / مدرس
- تعدد فرهنگی و سیاست: صورت مسئله / مطالعات ملی
- اروپای دوران میانه: تاملاتی در اهمیت ویژگی‌ها و مطالعه اندیشه سیاسی – اجتماعی آن / مجله دانشکده ادبیات علوم انسانی دانشگاه تهران ویژه تاریخ
- نقش اعتمادسازی و مشارکت عمومی در فرایند افزایش سرمایه اجتماعی از دیدگاه امام خمینی (ره) (با همکاری حسین هادوی / نامه علوم اجتماعی
- علی شریعتی و الیناسیون فرهنگی (با همکاری امیر روشن) / نامه علوم اجتماعی
- شکنندگی هرمنوتیک ادبی پل ریکور (حسن آبنیکی) / پژوهش‌های ادبی
- جامعه مدنی و تعددگرایی
- اقبال و ادبار به معارف دینی
- جایگاه و نقش استعاره در اندیشه و آثار دکتر شریعتی
- موانع نظری تحقق مردم سالاری دینی
- گستره شمول قانون ملل رولز
- المبنی الفلسفی لنظام القیم المعاصر: الثقافه الامریکیه و الجدلیات المثاره حولها / معهد الدراسات الاسلامیه للمعارف الحکمیه

- Hosseini Beheshti, Seyed Ali Reza, 'Dialogue among Cultures and Political Theory: Some Preliminary Notes', The Journal of Humanities of The Islamic Republic of Iran, Vol. 12, No. 3, Summer 2005, pp. 51–64
- Roshan, Amir, Hosseini Beheshti, Seyed Ali Reza, 'Ali Shariati on Alienation and the Return to the Self: An Assessment of his Critics', The Journal of Humanities of The Islamic Republic of Iran, Vol. 14, No. 3, Summer 2007, pp. 53–76
- Hosseini Beheshti, Seyed Ali Reza, 'The American Cultural Identity: Philosophical Reflections on the Existing Controversies over its Nature', Hekmat va Falfsafeh (Wisdom and Philosophy), Vol. 3, No. 2&3, August-November 2007, pp. 5–31